# Regierung Bondevik I
Die Regierung Bondevik I bildete vom  17. Oktober 1997 bis zum 17. März 2000 die Regierung Norwegens. Nachdem die Arbeiterpartei bei der Parlamentswahl 1997 das von Ministerpräsident Jagland gesetzte Ziel von 36,9 % (dem Stimmanteil bei der Wahl 1993) mit 35,0 % verfehlte, trat Jagland zurück. Kjell Magne Bondevik, der Fraktionsvorsitzende der Christlichen Volkspartei (KrF) bildete gemeinsam mit der Zentrumspartei (Sp) und der liberalen Venstre (V) eine Minderheitsregierung, die über 42 von 165 Parlamentssitzen verfügte.
Nach der Niederlage bei einer Vertrauensabstimmung in Zusammenhang mit dem Neubau eines Gaskraftwerkes trat Bondevik zurück. Es folgte eine Minderheitsregierung der Arbeiterpartei unter Führung von Jens Stoltenberg.

## Regierungsmitglieder
| Amt                                                                         | Minister                             | Zeitraum                           | Partei |
| --------------------------------------------------------------------------- | ------------------------------------ | ---------------------------------- | ------ |
| Ministerpräsident                                                           | Kjell Magne Bondevik                 | 17. Oktober 1997–31. August 1999   | KrF    |
| Ministerpräsident                                                           | Anne Enger Lahnstein (kommissarisch) | 31. August 1999–24. September 1999 | Sp     |
| Ministerpräsident                                                           | Kjell Magne Bondevik                 | 23. September 1999–17. März 2000   | KrF    |
| Kultur                                                                      | Anne Enger Lahnstein                 | 17. Oktober 1997–8. Oktober 1999   | Sp     |
| Kultur                                                                      | Åslaug Haga                          | 8. Oktober 1999–17. März 2000      | Sp     |
| Kinder und Familie                                                          | Valgerd Svarstad Haugland            | 17. Oktober 1997–17. März 2000     | KrF    |
| Handel und Industrie                                                        | Lars Sponheim                        | 17. Oktober 1997–17. März 2000     | V      |
| Äußeres                                                                     | Knut Vollebæk                        | 17. Oktober 1997–17. März 2000     | KrF    |
| Fischerei                                                                   | Peter Angelsen                       | 17. Oktober 1997–21. Januar 2000   | Sp     |
| Fischerei                                                                   | Lars Peder Brekk                     | 21. Januar 2000–17. März 2000      | Sp     |
| Finanzen                                                                    | Gudmund Restad                       | 17. Oktober 1997–17. März 2000     | Sp     |
| Kommunen und Arbeit ab 1. Januar 1988 Kommunen und Regionalentwicklung      | Ragnhild Queseth Haarstad            | 17. Oktober 1997–16. März 1999     | Sp     |
| Kommunen und Arbeit ab 1. Januar 1988 Kommunen und Regionalentwicklung      | Odd Roger Enoksen                    | 16. März 1999–17. März 2000        | Sp     |
| Landwirtschaft                                                              | Kåre Gjønnes                         | 17. Oktober 1997–17. März 2000     | KrF    |
| Justiz und Polizei                                                          | Aud Inger Aure                       | 17. Oktober 1997–21. Januar 1999   | Sp     |
| Justiz und Polizei                                                          | Dagfinn Høybråten (kommissarisch)    | 21. Januar 1999–15. März 1999      | KrF    |
| Justiz und Polizei                                                          | Odd Einar Dørum                      | 15. März 1999–17. März 2000        | V      |
| Planung und Koordination ab 19. Dezember 1997 Verwaltung und Arbeit         | Eldbjørg Løwer                       | 17. Oktober 1997–15. März 1999     | V      |
| Planung und Koordination ab 19. Dezember 1997 Verwaltung und Arbeit         | Laila Dåvøy                          | 15. März 1999–17. März 2000        | KrF    |
| Transport und Kommunikation                                                 | Odd Einar Dørum                      | 17. Oktober 1997–15. März 1999     | V      |
| Transport und Kommunikation                                                 | Dag Jostein Fjærvoll                 | 15. März 1999–17. März 2000        | KrF    |
| Bildung, Forschung und Kirche                                               | Jon Lilletun                         | 17. Oktober 1997–17. März 2000     | KrF    |
| Verteidigung                                                                | Dag Jostein Fjærvoll                 | 17. Oktober 1997–15. März 1999     | KrF    |
| Verteidigung                                                                | Eldbjørg Løwer                       | 15. März 1999–17. März 2000        | V      |
| Soziales                                                                    | Magnhild Meltveit Kleppa             | 17. Oktober 1997–17. März 2000     | Sp     |
| Gesundheit                                                                  | Dagfinn Høybråten                    | 17. Oktober 1997–17. März 2000     | KrF    |
| Öl und Energie                                                              | Marit Arnstad                        | 17. Oktober 1997–26. März 1999     | Sp     |
| Öl und Energie                                                              | Anne Enger Lahnstein (kommissarisch) | 26. März 1999–27. August 1999      | Sp     |
| Öl und Energie                                                              | Marit Arnstad                        | 27. August 1999–17. März 2000      | Sp     |
| Entwicklungshilfe ab 19. Dezember 1997 Entwicklungshilfe und Menschenrechte | Hilde Frafjord Johnson               | 17. Oktober 1997–17. März 2000     | KrF    |
| Umweltschutz                                                                | Guro Fjellanger                      | 17. Oktober 1997–17. März 2000     | V      |

## Weblink
Kjell Magne Bondevik's First Government 17. oktober 1997–17. mars 2000. Norwegische Regierung, abgerufen am 27. Dezember 2018 (englisch).